# Bačka (Slowakije)
Bačka (Hongaars: Bacska) is een Slowaakse gemeente in de regio Košice, en maakt deel uit van het district Trebišov.
Bačka telt 651 inwoners waarvan de ruime meerderheid etnisch Hongaars is. Tot 1920 behoorde de gemeente tot Hongarije.